# Vangeli gnostici

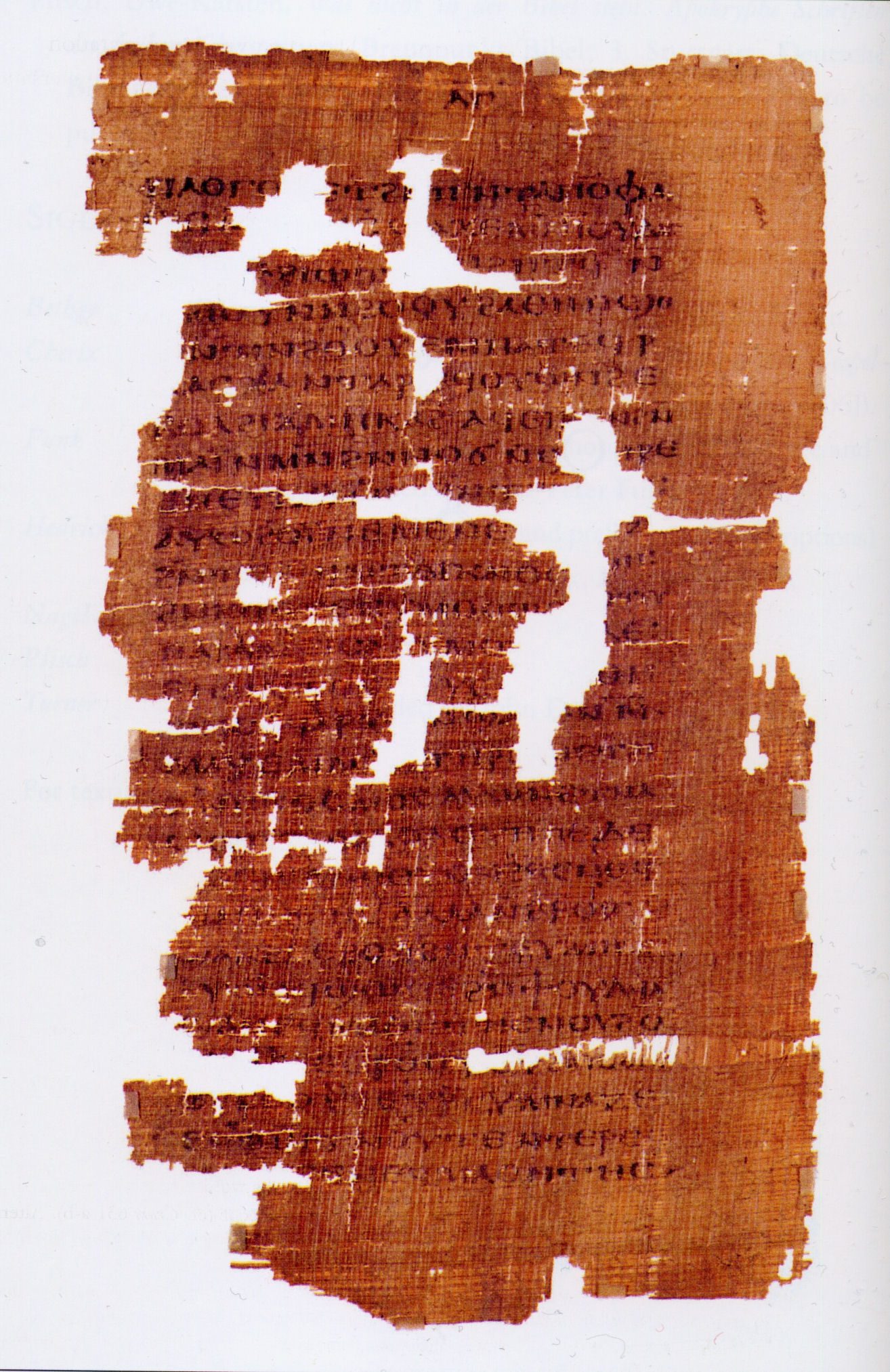
Un frammento papiraceo del Vangelo di Giuda

I vangeli gnostici sono un insieme di opere, che ha origine nel colto ambiente intellettuale di Alessandria d'Egitto, circa nel II secolo, nell'ambito di quella corrente mistico-filosofica nota come gnosticismo, in particolare dello gnosticismo cristiano. Dal punto di vista confessionale, nessuno dei vangeli gnostici è incluso nel canone della Bibbia di alcuna confessione cristiana, e dunque sono considerati vangeli apocrifi.
La conoscenza dello gnosticismo e dei suoi testi è rimasta per lunghi secoli legata alle citazioni e ai commenti, molto spesso ostili, di cui si trova traccia principalmente nelle opere della patristica cristiana. La assoluta mancanza di documenti, che non fossero frammenti riportati in altre opere, spesso anche alterati, ha reso in genere difficile la collocazione e la comprensione dello gnosticismo. Tuttavia la scoperta, avvenuta nel 1945 presso il villaggio di Nag Hammâdi, nell'Alto Egitto, di una biblioteca di testi gnostici, scritti su papiro in lingua copta, ha dato un nuovo impulso agli studi relativi allo gnosticismo.
Il grosso di questa documentazione è stato scoperto nel 1946 in alcune grotte presso Nag Hammadi, da soldati inglesi (terminato il secondo conflitto mondiale). In realtà, complicate questioni riguardo ai diritti di possesso e di acquisto dei testi rinvenuti, hanno, di fatto, ritardato l'inizio regolare degli studi fino al 1956 (salvo per un piccolo gruppo di manoscritti, acquistati subito dalla Fondazione Jung di Zurigo). Seguì poi un'altra interruzione, risolta nel 1962 da una serie di accordi tra UNESCO e governo della Repubblica Araba Unita, e di nuovo nel 1967, a causa dei conflitti arabo-israeliani. Attualmente i tredici rotoli in papiro, che contengono complessivamente 53 scritti gnostici, sono catalogati, e in parte trascritti e studiati.

## Testi della letteratura gnostica
- Vangelo di Tommaso, I-II secolo; il suo carattere gnostico è messo in discussione da alcuni studiosi
- Vangelo greco degli Egiziani, I-II secolo; il suo carattere gnostico è messo in discussione da alcuni studiosi
- Sapienza di Gesù Cristo, I-III secolo
- Libro segreto di Giacomo o Apocrifo di Giacomo, II secolo
- Vangelo della Verità, II secolo
- Dialogo del Salvatore, II secolo
- Vangelo di Maria, II secolo
- Vangelo secondo Filippo, II secolo
- Vangelo di Giuda, II secolo
- Apocrifo di Giovanni o Libro di Giovanni Evangelista o Libro segreto di Giovanni o Rivelazione segreta di Giovanni, II secolo
- Vangelo di Mattia o Tradizioni di Mattia, II secolo
- Vangelo del Salvatore o Vangelo di Berlino, II-III secolo
- Vangelo della Perfezione, II-III secolo, perduto
- Vangelo di Eva, II-III secolo, perduto
- Vangelo di Bardesane, II-III secolo, perduto
- Libro di Tommaso il Contendente o l'Atleta, III secolo
- Pistis Sophia, III secolo
- Libri di Jeu, III secolo
- Vangelo copto degli Egiziani, III-IV secolo
- Vangelo dei Quattro Reami Celesti, perduto